# Păpăuți, Rezina
Păpăuți este un sat din raionul Rezina, Republica Moldova.

## Istoriei
Localitatea a fost menționată documentar pentru prima dată în 1560:
„Suret de pe uricul lui Alexandru voievod din 7068 <1560>, aprilie 11.

În numele Tatălui și al Fiului și al Sfântului Duh, Treime Sfântă și nedespărțită. Iată, eu, robul stăpânului meu, Isus Hristos, Alexandru voievod, din mila lui Dumnezeu, domn al Țării Moldovei. Iată a binevoit domnia mea cu bunăvoința noastră și cu inimă curată și luminată și din toată bunăvoia noastră și din ajutorul lui Dumnezeu, am făcut domnia mea, întru pomenirea și mântuirea domniei mele și a doamnei domniei mele și a copiilor dăruiți domniei mele de Dumnezeu și am dat și am miluit domnia mea mănăstire de la Căpriana, unde este hramul Adormirii Preacuratei Stăpânei noastre Născătoare de Dumnezeu și Pururea Fecioară Maria, și am dat satele anume: Lozova, și Prejolteanii, și Oneștii, și Sadova, și Băliceanii, și Luceanii, și Dvorniceanii, și Dumeanii, și Glăvășanii, și Besericeanii și Zăpenii, și în jos Purcarii, la fântâna Purcarilor, și cu un iezăr și toate gârlele Fătului, și Fincova, și Pepelii, unde cade în balta Copanca, și toate părțile satului Păpăuții, și Alecsinții, și vadul Ciorăștii, și trei fălci de vie la Cotnar, și patru sălașă de țigani, anume: Petrea cu femeia și cu copii lor, și Ioan cu femeia și cu copii lor, și Drăgan cu femeia și cu copii lor, și Vlad cu femeia și cu copii lor.

...”

## Administrație și politică
Componența Consiliului local Păpăuți (9 consilieri), ales la 5 noiembrie 2023, este următoarea:
|  | Partid                                       | Consilieri | Componență | Componență | Componență | Componență |
|  | -------------------------------------------- | ---------- | ---------- | ---------- | ---------- | ---------- |
|  | Partidul Schimbării                          | 4          |            |            |            |            |
|  | Partidul Acțiune și Solidaritate             | 2          |            |            |            |            |
|  | Platforma Demnitate și Adevăr                | 2          |            |            |            |            |
|  | Partidul Socialiștilor din Republica Moldova | 1          |            |            |            |            |

## Personalități născute aici
- Filimon Săteanu (1907 - 1937), poet;
- Yvonne Jospa (1910 – 2000), activistă belgiană, cofondatoare și organizatoare de frunte al Comitetului belgian pentru apărarea Evreilor⁠(d) (1942).